# Bộ trưởng về vấn đề cô đơn
Bộ trưởng về vấn đề cô đơn là một chức vụ trong Chính phủ Vương quốc Anh để giải quyết các vấn đề xã hội liên quan đến sự cô đơn. Nó được thành lập vào tháng 1 năm 2018, và lần đầu tiên được Tracey Crouch đảm nhiệm.
Vai trò mới của bộ này sẽ phát triển các khuyến nghị của Ủy ban Jo Cox về sự cô đơn, làm việc với ủy ban, các doanh nghiệp và cơ quan từ thiện để tạo ra một chiến lược cho toàn chính phủ.

## Bối cảnh
Năm 2017 một ủy ban Anh tường thuật, gần 9 triệu người ở Vương quốc Anh hoặc là thường hay là luôn cảm thấy cô đơn, một tình trạng có thể gây ảnh hưởng không tốt cho sức khỏe, tinh thần và cảm xúc. Theo một nghiên cứu của chính phủ Anh, phần lớn những người trên 75 tuổi ở Anh hiện sống một mình, và khoảng 200.000 người trong số họ không hề trò chuyện với bạn bè hay người thân nào trong hơn một tháng. Theo tổ chức Campaign to End Loneliness (Chiến dịch chấm dứt cô đơn) hầu hết các bác sĩ tại Anh nhận thấy mỗi ngày có từ 1-5 người bệnh tới khám bệnh chủ yếu chỉ vì họ cô đơn và muốn trò chuyện với ai đó. Jo Cox Commission on Loneliness được nhắc tới ở trên, là một ủy banđược đặt tên theo nữ nghị sĩ Công đảng 41 tuổi Jo Cox lập ra trước thời điểm bà bị sát hại trong khi đang tham gia chiến dịch vận động chống Brexit. Ủy ban này kêu gọi chính phủ bổ nhiệm một bộ trưởng riêng để phụ trách vấn đề này.